# Edinburgh New Philosophical Journal
Edinburgh New Philosophical Journal (abreviado Edinburgh New Philos. J.) fue una revista ilustrada con descripciones botánicas que fue editada en Edimburgo. Se publicaron en los años 1826-33; vols. 15-57, 1833-1854; ser. 2, vols. 1-19, 1855-1864. Fue precedida por el Edinburgh Philosophical Journal y sustituida por el Quarterly Journal of Science.